# Alix Collombon
Alix Collombon (* 17. März 1993) ist eine Profi-Padelspielerin und ehemalige französische Tennisspielerin, die derzeit auf Platz 20 der World-Padel-Tour-Rangliste steht.

## Karriere

### Tennis
Collombon spielte vorrangig auf dem ITF Women’s Circuit. Ihr erstes ITF-Turnier bestritt sie im September 2008 in Limoges. Ihre besten Ergebnisse im Einzel erzielte sie im März 2013 in Amiens und im März 2014 in Iraklio, wo sie jeweils das Endspiel erreichen konnte. Ein Titelgewinn blieb ihr jedoch verwehrt.
Im Doppel stand sie im September 2010 im Finale von Lleida und bei einem mit 50.000 US-Dollar dotierten Turnier in Limoges erreichte sie 2012 mit Audrey Bergot das Viertelfinale.
2014 erhielt sie eine Wildcard für das Damendoppel der French Open; an der Seite von Chloé Paquet schied sie allerdings bereits in der ersten Runde aus.
Im Februar 2015 hat Collombon ihr letztes Match auf der Damentour bestritten.

### Padel
Im Alter von 22 Jahren beschloss Collombon, zum Padel zu wechseln, und in nur zwei Jahren stieg sie in die Rangliste der World Padel Tour auf.
2021, schrieb sie Geschichte, als sie als erste Französin ein Finale der World Padel Tour erreichte. Sie schaffte es beim Lerma Challenger an der Seite der Spanierin Jessica Castelló. Im Finale unterlagen sie jedoch mit 0:6 und 5:7. Zwei Wochen später standen sie erneut im Finale, diesmal beim La Nucia Challenger, und gewannen mit 6:1 und 6:3, womit sie als erste Franzosen einen World Padel Tour-Titel gewannen.